# West African Power Pool
El Pool de Energía de África Occidental (en inglés, West African Power Pool, WAPP) es la unión de las compañías de electricidad nacionales del África Occidental bajo los auspicios de la Comunidad Económica de Estados africanos Del oeste (ECOWAS). Los miembros del WAPP están trabajando para establecer una red energética segura en la región y un mercado común de la electricidad. Se fundó en 1999.

## Ubicación
Desde 2006, la sede de WAPP está localizada en la zona de las embajadas, PK 606 BP 2907, en Cotonú, la ciudad capital de la República de Benín. Las coordenadas geográficas de la sede de WAPP son 6°21'43.0"N, 2°29'25.0"E (Latitud:6.361944; Longitud:2.490278).

## Visión general
Países miembros son Benín, Burkina Faso, Ghana, Guinea, Guinea Bissau, Costa de Marfil, Liberia, Malí, Níger, Nigeria, Gambia, Togo, Senegal, y Sierra Leona.
Uno de los objetivos principales de WAPP es asegurar el suministro de energía segura a los países miembros. Se identificaron un número de proyectos WAPP con prioridad en el Plan Maestro y actualmente están siendo implementados, incluyendo la Central de generación Hidroeléctrica de Gouina, el Proyecto Interconector CLSG y el Interconector Riviera-Prestea. Estudios de viabilidad iniciados para otros proyectos prioritarios identificados: la Central de Generación Hidroeléctrica Fomi, Central de Generación Hidroeléctrica Kassa B  y Central de Generación Hidroeléctrica Souapiti.

## Historia
El Consorcio Energético del oeste africano (WAPP) se creó el 5 de diciembre de 1999 en la 22.ª Cumbre de Jefes de Estado y Gobierno del ECOWAS. El 18 de enero de 2006, la 29ª Cumbre del ECOWAS de los Jefes de Estado y el Gobierno reunidos en Niamey, Níger, aprobó los Artículos de Acuerdo para la organización y funcionamiento de WAPP. Desde 2006, la sede de WAPP está en Cotonú, Benín.

## Miembros
| País          | Generación y compañía de transmisión y distribución                     | Producción de electricidad (millones kWh) |
| ------------- | ----------------------------------------------------------------------- | ----------------------------------------- |
| Benín         | Société Béninoise d'Énergie Électrique Y Communauté Électrique du Bénin | 124                                       |
| Burkina Faso  | Société Nationale d'électricité du Burkina Faso                         | 611.6                                     |
| Cabo Verde    | Electra (Cabo Verde)                                                    | 250                                       |
| Côte d'Ivoire | Société de Gestion du Patrimoine du Secteur de l'Electricité (SOGEPE)   | 5,275                                     |
| Gambia        | Electricidad y Agua nacionales Compañía (NAWEC)                         | 160                                       |
| Ghana         | Volta River Autoridad y Compañía de Electricidad de Ghana               | 6,746                                     |
| Guinea        | Electricité de Guinée                                                   | 850                                       |
| Guinea Bissau | Electricidade e Aguas da Guine-Bissau                                   | 65                                        |
| Liberia       | Empresa de Electricidad liberiana                                       | 350                                       |
| Malí          | Energie du Malí                                                         | 515                                       |
| Nigeria       | Compañía de Holding del Power de Nigeria                                | 3,900                                     |
| Senegal       | Sociedad Nacional de Electricidad de Senegal                            | 1,880                                     |
| Sierra Leona  | Autoridad de Poder nacional (Sierra Leona)                              | 80                                        |
| Togo          | Togo Electricité y Communauté Électrique du Bénin                       |                                           |